# Lasse (Pirineos Atlánticos)
 Lasse  (en euskera Lasa) es una población y comuna vasca, que pertenece a la región de Aquitania, departamento de Pirineos Atlánticos, en el distrito de Bayona y cantón de Montaña Vasca.

## Demografía
| Gráfica de evolución demográfica de Lasse entre 1800 y 2012 |
|                                                             |

Fuentes: Ldh/EHESS/Cassini e INSEE.